# Hauptstrasse 127
Die Hauptstrasse 127 (französisch: Route principale 127) ist eine Schweizer Hauptstrasse im Kanton Waadt. Im kantonalen Strassennetz bildet sie einen Abschnitt der Hauptstrasse mit der Streckennummer 47 und ist als Strasse zweiter Klasse (Routes cantonales principales du réseau de base) eingestuft.

## Verlauf
Die Strasse mit einer Länge von einem Kilometer führt aus dem Stadtzentrum von Rolle in nordwestlicher Richtung zum Anschluss Rolle der Autobahn A1 und weiter zur Hauptstrasse 124, die als Teil der historischen Route de l’Etraz eine überregionale Bedeutung am Jurasüdfuss hat.
Die Hauptstrasse beginnt an einem Kreisel mit der Grand-Rue (Hauptstrasse 1) in der Nähe der mittelalterlichen Burg von Rolle (Château de Rolle). Die wichtige, verkehrsreiche Strasse Grand-Rue in Rolle, die zur Durchgangsstrasse am Genfersee gehört, wurde seit 2010 neu gestaltet und mit Kreiseln ausgestattet. Die Hauptstrasse 127 durchquert als Avenue de la Gare das dicht bebaute Stadtzentrum. Sie ist eine bedeutende Geschäftsstrasse in Rolle. Nördlich des Stadtzentrums erreicht sie den Bahnhof Rolle an der Bahnstrecke Lausanne–Genf. Die Strasse heisst dann Route de la Vallée, und über Abzweigungen ist von ihr aus das neue Gewerbe- und Wohnquartier Vallée erschlossen.
Am Berghang oberhalb von Rolle überquert die Hauptstrasse 127 die Autobahn A 1 auf einer Brücke, die von 2022 bis 2023 als Doppelkreisel neu gestaltet wurde, um den Verkehrsfluss zur Autobahnauffahrt optimal zu ermöglichen.
Nördlich der Autobahn erreicht die Hauptstrasse an der Grenze von Rolle zur Gemeinde Mont-sur-Rolle in einem weiteren Kreisel die Durchgangsstrasse Route de l’Etraz, eine sehr alte Landstrasse in der Region La Côte.